# رجال ذوو بزات سوداء 3
رجال في ملابس سوداء 3 (بالإنجليزية: Men in Black 3؛ يترجم كـ « الرجال في الأزياء السوداء - الجزء الثالث »)‏ هو فيلم أمريكي كوميدي و‌خيال علمي من بطولة ويل سميث و‌تومي لي جونز، تم إصداره في 25 مايو، 2012 في الولايات المتحدة. هذا الفيلم هو الجزء الثالث في سلسلة أفلام المبنية عن قصص « من إن بلاك » المصورة. ستيفن سبيلبرغ هو المنتج التنفيذي للفيلم.

## طاقم التمثيل
- ويل سميث
- تومي لي جونز

## وصلات خارجية
- رجال ذو بزات سوداء 3 على موقع IMDb (الإنجليزية)
- رجال ذو بزات سوداء 3 على موقع ميتاكريتيك (الإنجليزية)
- رجال ذو بزات سوداء 3 على موقع روتن توميتوز (الإنجليزية)
- رجال ذو بزات سوداء 3 على موقع نتفليكس (الإنجليزية)
- رجال ذو بزات سوداء 3 على موقع قاعدة بيانات الأفلام العربية
- رجال ذو بزات سوداء 3 على موقع ألو سيني (الفرنسية)
- رجال ذو بزات سوداء 3 على موقع Turner Classic Movies (الإنجليزية)
- رجال ذو بزات سوداء 3 على موقع أول موفي (الإنجليزية)
- رجال ذو بزات سوداء 3 على موقع بوكس أوفيس موجو (الإنجليزية)
- رجال ذو بزات سوداء 3 على موقع فيلمافينيتي (الإسبانية)

1. 1 2 3  وصلة مرجع: http://www.imdb.com/title/tt0119654/. الوصول: 8 أبريل 2016.
2. 1 2 3 4 5 6  وصلة مرجع: http://www.allocine.fr/film/fichefilm_gen_cfilm=139622.html. الوصول: 8 أبريل 2016.
3. 1 2 3 4 5  وصلة مرجع: http://www.metacritic.com/movie/men-in-black-iii. الوصول: 8 أبريل 2016.
4. ↑  وصلة مرجع: http://www.nytimes.com/2012/05/25/movies/men-in-black-3-with-will-smith-and-tommy-lee-jones.html?partner=rss&emc=rss&_r=0. الوصول: 8 أبريل 2016.
5. ↑  وصلة مرجع: http://www.sfi.se/sv/svensk-filmdatabas/Item/?itemid=75580&type=MOVIE&iv=Basic.
6. ↑  "قاعدة بيانات الأفلام على الإنترنت" (بالإنجليزية). Retrieved 2016-08-19.{{استشهاد ويب}}:  صيانة الاستشهاد: لغة غير مدعومة (link)
7. 1 2  وصلة مرجع: http://nmhh.hu/dokumentum/198182/terjesztett_filmalkotasok_art_filmek_nyilvantartasa.xlsx.
8. ↑  وصلة مرجع: http://www.boxofficemojo.com/movies/?id=mib3.htm.
9. 1 2 3 4 5 6 7 8 9 10 11  وصلة مرجع: http://www.cinematografo.it/cinedatabase/film/men-in-black-3/55115/. الوصول: 8 أبريل 2016.
10. 1 2 3 4 5 6 7 8 9 10 11  وصلة مرجع: http://www.imdb.com/title/tt1409024/fullcredits. الوصول: 8 أبريل 2016.
11. 1 2 3  وصلة مرجع: http://www.bbfc.co.uk/releases/men-black-3-2012-0. الوصول: 8 أبريل 2016.
12. 1 2 3 4 5 6  مذكور في: قاعدة بيانات الأفلام التشيكية السلوفاكية. لغة العمل أو لغة الاسم: التشيكية. تاريخ النشر: 2001.
13. ↑  وصلة مرجع: http://boxofficemojo.com/movies/?id=mib3.htm.
14. 1 2  "بوكس أوفيس موجو" (بالإنجليزية). Retrieved 2022-09-05.